# 이유 있는 클래식
이유 있는 클래식은 전주MBC FM4U(FM 99.1㎒)에서 매주 일요일 저녁 7시부터 밤 8시까지 방송되는 클래식 음악 프로그램이다.

## 역대 방송시간
| 방송 채널    | 방송 기간                           | 방송 시간                    |
| ------------ | ----------------------------------- | ---------------------------- |
| 전주MBC FM4U | 2020년 3월 28일 ~ 2022년 11월 19일  | 토요일 오전 11:00 ~ 낮 12:00 |
| 전주MBC FM4U | 2022년 11월 27일 ~ 2024년 10월 27일 | 일요일 낮 1:00 ~ 오후 2:00   |
| 전주MBC FM4U | 2024년 11월 3일 ~ 현재              | 일요일 저녁 7:00 ~ 밤 8:00   |